# Reginald Brooks-King
Reginald Brooks-King (1861 v Monmouthu ve Walesu – 19. září 1938) byl velšský lukostřelec a olympionik, držitel stříbrné medaile za lukostřelbu z letních olympijských her v roce 1908.

## Olympijská medaile
Zúčastnil se lukostřelby v klání double York round. Při něm každý z lukostřelců vystřelil ve dvou kolech pokaždé 144 šípů, z toho 72 na vzdálenost 100 yardů (91,4 m), 48 na vzdálenost 80 yardů (73 m) a 24 šípů na vzdálenost 60 yardů (54,8 m). Šípy se střílely ve skupinách po třech.
První den, v pátek 17. července, získal 393 bodů, takže byl po prvním dni na druhém místě s desetibodovou ztrátou na Williama Doda. Druhý den, v sobotu 18. července, si vedl hůře a s 375 body skončil v rámci dne až čtvrtý, ale v rámci celkového umístění stačilo 768 bodů na druhé místo. Na prvního Doda s 815 body mu scházelo 47 bodů a třetí v pořadí Henry B. Richardson ze Spojených států amerických měl o osm bodů méně, 760.